# Slutet på världsnyheterna
Slutet på världsnyheterna är en roman av den brittiske författaren Anthony Burgess, utgiven 1982.
Romanen består av tre sammanbundna berättelser om världsomvälvande händelser för mänskligheten. En om Sigmund Freud, en om Leon Trotskij och en om jordens undergång. Burgess inspirerades till romanen efter att sett en bild där den amerikanske presidenten Jimmy Carter tittar på tre tv-skärmar samtidigt.
Slutet på världsnyheterna utkom i svensk översättning av Caj Lundgren 1983.